# Брагинівська сільська рада
Брагинівська сільська рада — сільська рада Петропавлівського району Дніпропетровської області з адміністративним центром у c. Богинівка.

## Населені пункти
Сільській раді підпорядковані населені пункти:
- c. Богинівка
- c. Богдано-Вербки
- c. Зелений Гай
- c. Нововербське
- c. Олександрівка
- c. Сонцеве
- c. Шевченка

## Склад ради
Рада складається з 18 депутатів та голови.
- Сільський голова: Снігур Василь Григорович 1951 року народження
- Секретар сільської ради: Зубенко Олена Юріївна

## Керівний склад сільської ради
| ПІБ                      | Основні відомості                                                         | Дата обрання | Дата звільнення |
| ------------------------ | ------------------------------------------------------------------------- | ------------ | --------------- |
| Сінгур Василь Григорович | Сільський голова, 1951 року народження, освіта, член народної партії      | 26.03.2006   | 31.10.2010      |
| Сінгур Василь Григорович | Сільський голова, 1951 року народження, освіта вища, член Партії регіонів | 31.10.2010   |                 |

Примітка: таблиця складена за даними джерела